# Гранд-Лейк (озеро, Колорадо)
Гранд-Лейк (англ. Grand Lake) — льодовикове озеро в окрузі Гранд, штат Колорадо, США. Найбільше за площею та найглибше озеро штату.
Озеро має умовно овальну форму, максимальна довжина — 2,3 км, ширина — 1,1 км, площа — 2,1 км², довжина берегової лінії — 6,4 км, об'єм — 0,084643 км³, максимальна глибина — 81 метр. Висота над рівнем моря — 2555 м.[джерело?] На західному і північно-західному березі озера розташоване однойменне містечко. Гранд-Лейк з трьох сторін оточено національним парком Рокі-Маунтін, з четвертого — національним лісом Арапахо. Вік озера оцінюється трохи більше, ніж 12 тис. років. Озеро живлять численні, маленькі струмки, що стікають із Американського континентального вододілу. Через вузьку рукотворну протоку Гранд-Лейк пов'язане з водосховищем Шадоу-Маунтін, а те, у свою чергу, з озером Гренбі — все це є частиною великого гідрологічного проекту Колорадо — Біг-Томпсон.
На озері розвинений яхтовий спорт, рибальство.
Озеро вважається священним у індіанців народності юти, які вірять, що в його водах живуть душі їхніх померлих, а тому називають Озером Духів.